# Conservadorismo fiscal
Conservadorismo fiscal é um termo político usado para descrever uma política fiscal que defende evitar deficit público. Conservadores fiscais geralmente consideram uma redução geral da despesa pública e dívida governamental bem como garantir um orçamento equilibrado de suma importância. Livre-cambismo, desregulamentação da economia, impostos menores, e outras políticas conservadoras também são muitas vezes mas não necessariamente afiliadas com conservadorismo fiscal.

## Conservadorismo fiscal nos Estados Unidos

### Estados Unidos inicial
O Partido Democrata-Republicano de Thomas Jefferson apoiava um governo central fraco e uma abordagem mais laissez-faire do que o partido federalista do rival de Jefferson, Alexander Hamilton.  Eles opunham-se ao plano de Hamilton de pagar os débitos dos próprios estados para os gastos da Revolução Americana, por que parte da dívida era segurada por financiadores e especuladores (ao invés dos detentores originais) e por que a maior parte da dívida era dos estados do norte. Hamilton passou sua legislação e instalou impostos para pagar as dívidas (em troca, ele concordou em deixar Jefferson mover a capital da nação para Washington, D.C.). Jefferson em particular opôs-se fortemente a possuir uma dívida nacional, embora ele cedeu em 1803 pelo bem da compra da Louisiana.
James Madison e James Monroe foram eleitos pelo partido Democrata-Republicano, mas depois dos desastres fiscais da Guerra de 1812, eles passaram a apoiar a maioria dos posicionamentos Federalistas, decidindo a necessidade da nação de um banco central e um fluxo de renda firme de taxas alfandegárias.

### Metade ao final do século XIX
Na metade do século XIX, um novo partido conservador fiscal emergiu, o Partido Republicano. Diferentemente dos conservadores fiscais modernos, estes conservadores fiscais eram apoiadores do paleoconservadores defensores do protecionismo e taxas alfandegárias, similar em certos aspectos ao atual partido reformista.
Eles também eram geralmente apoiados de grandes empresas e (internalmente) economicamente laissez-faire, embora por volta de 1890 eles foram convencidos a apoiar a Lei Sherman Antitruste e a Comissão de Comércio Inter-estado seguindo queixas em massa.

### Início do século XX
No início do século XX conservadores fiscais eram geralmente em desacordo com o Presidente progressista Theodore Roosevelt, particularmente por seu apoio a leis antitruste.
Durante os anos 1920 as políticas pro-empresas do Presidente Calvin Coolidge foram creditadas pelo período de sucesso de crescimento econômico conhecido como os "Anos Vinte Rugidores." Suas ações no entanto, podem ter sido mais devido a um sentimento de federalismo do que conservadorismo fiscal: Robert Sobel nota que that "[C]omo Governador de Massachusetts, Coolidge apoiou legislação sobre salários e jornadas de trabalho, opôs-se ao trabalho infantil, impôs controles econômicos durante a I Guerra Mundial, favoreceu medidas de seguranças em fábricas, e até representações trabalhistas em diretorias corporativas."

### Era Reagan
Conservadorismo Fiscal foi retoricamente promovido durante a presidência de Ronald Reagan (1981–1989). Durante o mandato do Reagan, taxas de imposto de renda das pessoas do topo do enquadramento de imposto baixaram de 70% para 28% em 7 anos, enquanto imposto sobre o salário aumentaram assim como as taxas de imposto efetivas nos dois quintis de renda mais baixos. O crescimento real do Produto Interno Bruto (PIB) se recuperou fortemente após a recessão de 1982 e cresceu durante os anos restantes do gabinete do Reagan a uma taxa anual de 3,4% por ano, um pouco mais baixo do que a média pós-Segunda Guerra Mundial de 3,6%. Desemprego atingiu um pico acima de 10,7% porcento em 1982, depois caiu durante o resto do mandato do Reagan, e a inflação diminuiu significativamente. Receitas de imposto praticamente dobraram de US$ 517 bilhões em 1980 para US$ 1,032 bilhões em 1990. Um aumento líquido de emprego de cerca de 16 milhões também ocorreu (cerca da taxa de crescimento populacional).
De acordo com um estudo não-partidário do Departamento do Tesouro dos Estados Unidos, as principais leis de imposto decretadas no governo Reagan, como um todo, reduziram significantemente (~-1% do PIB) as receitas de imposto do governo. O Ato de Imposto de Recuperação Econômica de 1981 foi um corte massivo (~-3% do PIB) em receitas (o maior corte de impostos já legalizado) No fim do segundo mandato do Reagan a dívida nacional mantida pelo público saltou de 26 porcento do PIB em 1980 para 41 porcento em 1989. Por volta de 1988, a dívida totalizava US$ 2,6 trilhões, devido em parte a ambos gastos militares aumentados no fim da Guerra Fria e segundo alguns, os cortes de imposto. O país deviam mais a estrangeiros do que lhe deviam, e os Estados Unidos moveram de ser o segundo maior credor internacional no mundo para a nação mais devedora do mundo.

### Ross Perot
Na eleição presidencial de 1992, Ross Perot, um empresário estadunidense de sucesso, concorreu como um terceiro candidato.  Apesar de tombos significantes na campanha, e as batalhas ladeira acima envolvidas em montar uma candidatura de terceiro-partido, Perot recebeu 18,9% do voto popular (a maior porcentagem de qualquer candidato de terceiro-partido na história moderna), principalmente na base de sua plataforma central de governo limitado, orçamento equilibrado conservadorista fiscal.

### Era Clinton
Enquanto o manto do conservadorismo fiscal é mais comumente reivindicado por Republicanos e Libertários, ele também é reivindicado por muitos centristas ou democratas moderados que geralmente se referem a si mesmos como "Novos Democratas". Ex-Presidente Bill Clinton,que era um Novo Democrata e parte da conservadora fiscal Terceira Via (em inglês:  Third Way) defendendo o Democratic Leadership Council, é um exemplo proeminente disto já que sua administração junto com o congresso de maioria Democrata de 1993 aprovou em uma votação de linha partidária o Ato de Reconciliação Orçamentária Abrangente de 1993 que cortou o gasto governamental, criou um enquadramento de imposto de renda individual de 36%, aumentou o enquadramento de imposto mais alto, que englobava o topo 1,2% dos contribuintes que recebiam mais, de 31% para 39,6%, e criou uma taxa de imposto de renda de 35% para empresas. O Ato de Orçamento de 1993 também cortou impostos para quinze milhões de famílias de baixa renda e 90% de pequenas empresas. Adicionalmente, durante os anos de Clinton, o sistema de repartição (em inglês:  pay-as-you-go) originalmente introduzido com a aprovação do Ato de Aplicação do Orçamento de 1990 (que requeria que todos aumentos em gastos diretos ou diminuições de renda fossem compensados por outros decrescimentos de gastos ou aumentos de rendas e foi muito popular com abutres de déficit) tinha entrado em efeito, e foi usado regularmente antes da expiração do sistema em 2002.
Nas eleições intercaladas de 1994, Republicanos concorreram em uma plataforma que incluía responsabilidade fiscal elaborada pelo então congressista Newt Gingrich chamou o Contrato com America, que defendia tais coisas como equilibrar o orçamento, fornecendo o presidente com um veto por item, e reforma da previdência. Depois que as eleições deram aos Republicanos a maioria na Casa de Representantes, recém-cunhado Orador da Casa Gingrich pressionou agressivamente para um gasto governamental reduzido, que criou um confronto com a Casa Branca que culminou no encerramento do governo de 1995–1996. Depois da reeleição de Clinton em 1996, eles foram capazes de cooperar e aprovar o Ato de alívio ao contribuinte de 1997, que baixou o topo das taxas de imposto dos ganhos de capital de 28% para 20% e a taxa de 15% para 10%.
Depois desta combinação de aumentos de imposto e reduções de gastos, os Estados Unidos foi capaz de reduzir a dívida pública de US$ 3,8 trilhões em US$ 360 bilhões e criar o maior superávit orçamentário (US$ 236 bilhões no ano fiscal 2000) bem como o mais longo período de crescimento econômico contínuo na história dos Estados Unidos.  No entanto, o pretenso superávit foi apenas registrado contra a dívida pública que foi calculado com a exclusão de arrendamentos intergovernamentais. Isto significou que a administração foi capaz de registrar empréstimos deduzidos do fundo fiduciário de segurança social como renda nos relatórios de orçamento, que contou pelo volume do dinheiro do superávit. A dívida nacional (débito federal bruto) cresceu todo ano da administração de Clinton de US$ 4,3 trilhões para US$ 5,6 trilhões e de US$ 5,4 trilhões para US$ 5,6 trilhões ao longo dos anos em que o superávit foi alegado.

### Era Bush/Obama
A combinação de renda reduzida devido à recessão econômica, aumento dos gastos domésticos em programas de bem-estar social, e gastos com defesa aumentados no estimulo que o 9/11 fez os EUA escorregarem de volta aos déficits do século XXI. A subsequente administração do Obama, lidando com quedas de renda, aumentou mais os gastos do governo durante a grande recessão, aumentando os déficits do orçamento dos EUA.

### Conservadorismo fiscal nos Estados Unidos
Conservadores fiscais modernos permanecem desconfiados de despesas públicas. Eles acreditam firmemente no Livre-cambismo e são comprometidos em reduzir o orçamento federal, pagar a dívida governamental, e adquirir um orçamento equilibrado. Quando o conservadorismo fiscal fica mais diverso em ideais é quais passos devem ser realizados para equilibrar o orçamento. Deficit hawks estão mais dispostos a aumentar impostos em adição de cortar gastos para equilibrar o orçamento do que Libertários, que querem "starve the beast" (em inglês:  starve the beast) cortando os impostos pelo propósito de diminuir a receita de impostos que eles esperam fará com que o governo gaste menos, e supply-siders, que acreditam que o melhor modo de obter receita de imposto é através de profundos cortes de imposto across-the-board que acabarão pagando por si mesmos através do crescimento econômico que causam.
Empresário estadunidense, político, e atual Prefeito de Nova Iorque, Michael Bloomberg, se considera um conservador fiscal e expressou sua definição do termo na conferência do United Kingdom Conservative Party de 2007.
| “ | Para mim, conservadorismo fiscal significa equilibrar orçamentos – não incorrer em déficits que a próxima geração não pode pagar. Isso significa melhorar a eficiência no fornecimento de serviços ao encontrar maneiras inovadoras de fazer mais com menos. Significa cortar impostos quando possível e prudente fazê-lo, aumentando-os integralmente apenas quando necessário para equilibrar o orçamento, e apenas em combinação com cortes de gastos. Significa ao incorrer em superávit, você o guarda; você não esbanja-o. E mais importantemente, ser um conservador fiscal significa se preparar para as recessões econômicas inevitáveis – e por todas indicações, nós temos uma chegando. --Michael Bloomberg | ” |

## Reino Unido
Conservadorismo fiscal no reino unido foi discutivelmente mais popular durante a premiê Margaret Thatcher, quem, depois de um certo número de anos de dívida pública no governo anterior do Partido Trabalhista, defendeu cortes de gastos e aumento seletivo de impostos para equilibrar o orçamento.
Mais recentemente, em reação à crise econômica de 2008-2009, a subsequente deterioração das finanças públicas do Reino Unido, e em menor grau a crise de débito soberano europeu de 2010, a Coalizão Democrata Liberal-Conservadora embarcou em um programa de austeridade em uma tentativa de reduzir a metade o déficit, e eliminar completamente o déficit estrutural e cíclico ao longo dos cinco anos de parlamento.

## Australia

### Governo Howard
Conservadorismo fiscal se tornou popular durante o governo Howard em que uma grande importância foi colocada em primeiro equilibrar o orçamento e depois criar superávits consistentes para pagar o débito que foi tomado pelo governo Keating em reposta à recessão do início dos anos 1990.  No primeiro mandato do governo Howard realizou grandes cortes de gastos governamentais ao demitir empregados, e reduzindo gastos sociais.  Ao longo de seu período de governo Howard usou os superávits de orçamento que ele conquistou como um exemplo de suas boas credenciais econômicas e referindo-se aos déficits que foram criados durante o governo do partido dos trabalhadores como um exemplo de mau gerenciamento econômico. Ao longo do tempo a mídia e os eleitores igualaram o superávit orçamentário e baixos níveis de dívida governamental como um exemplo de bom gerenciamento econômico. Governos pela Austrália começaram a determinar o objetivo de criar superávits mesmo ao custo de serviços reduzidos como saúde e educação para figurar economicamente competente para os eleitores.

### Governo Rudd & Gillard
Conservadorismo fiscal foi uma grande questão na campanha de eleição de 2007 que foi ganha pelo partido dos trabalhadores de Kevin Rudd, no essencial que o partido dos trabalhadores seria confiável para gerir a economia australiana ao manter o orçamento em superávit. No entanto, devido a crise econômica severa, ele nunca conseguiu um superávit antes de ser substituído como primeiro-ministro por Julia Gillard.
Julia Gillard se empenhou em conseguir trazer o orçamento de volta para o superávit ao reduzir a evasão de impostos, implementar um imposto de recursos federais e ao manter baixos novos gastos.

## Leituras adicionais
- Barber, William J. From New Era to New Deal: Herbert Hoover, the economists, and American economic policy. Cambridge University Press. (1985)
- Beito, David. Taxpayers in revolt: Tax resistance during the Great Depression. University of North Carolina Press. (1989)
- Brownlee, W. Elliot. Federal taxation in America: A short history. Cambridge University Press. 1996.
- Kimmel, Lewis. Federal budget and fiscal policy, 1789–1958. Brookings Institution Press. 1959.
- Left, Mark. 1983. Taxing the "forgotten man": The politics of Social Security finance in the New Deal. Journal of American History 70 (September): 359-81. online in JSTOR
- Morgan, Iwan W. Deficit government: Taxing and spending in modern America. Ivan Dee. 1995.
- Sargent, James E. "Roosevelt's Economy Act: Fiscal conservatism and the early New Deal." Congressional Studies 7 (winter 1980): 33–51.
- Savage, James D. Balanced budgets & American politics. Cornell University Press. 1988.
- Herbert Stein. Presidential Economics, 3rd Edition: The Making of Economic Policy From Roosevelt to Clinton (1994)
- Julian E. Zelizer; "The Forgotten Legacy of the New Deal: Fiscal Conservatism and the Roosevelt Administration, 1933–1938." Presidential Studies Quarterly. 30#2. (2000). pp 331+. online